# Artur Heras

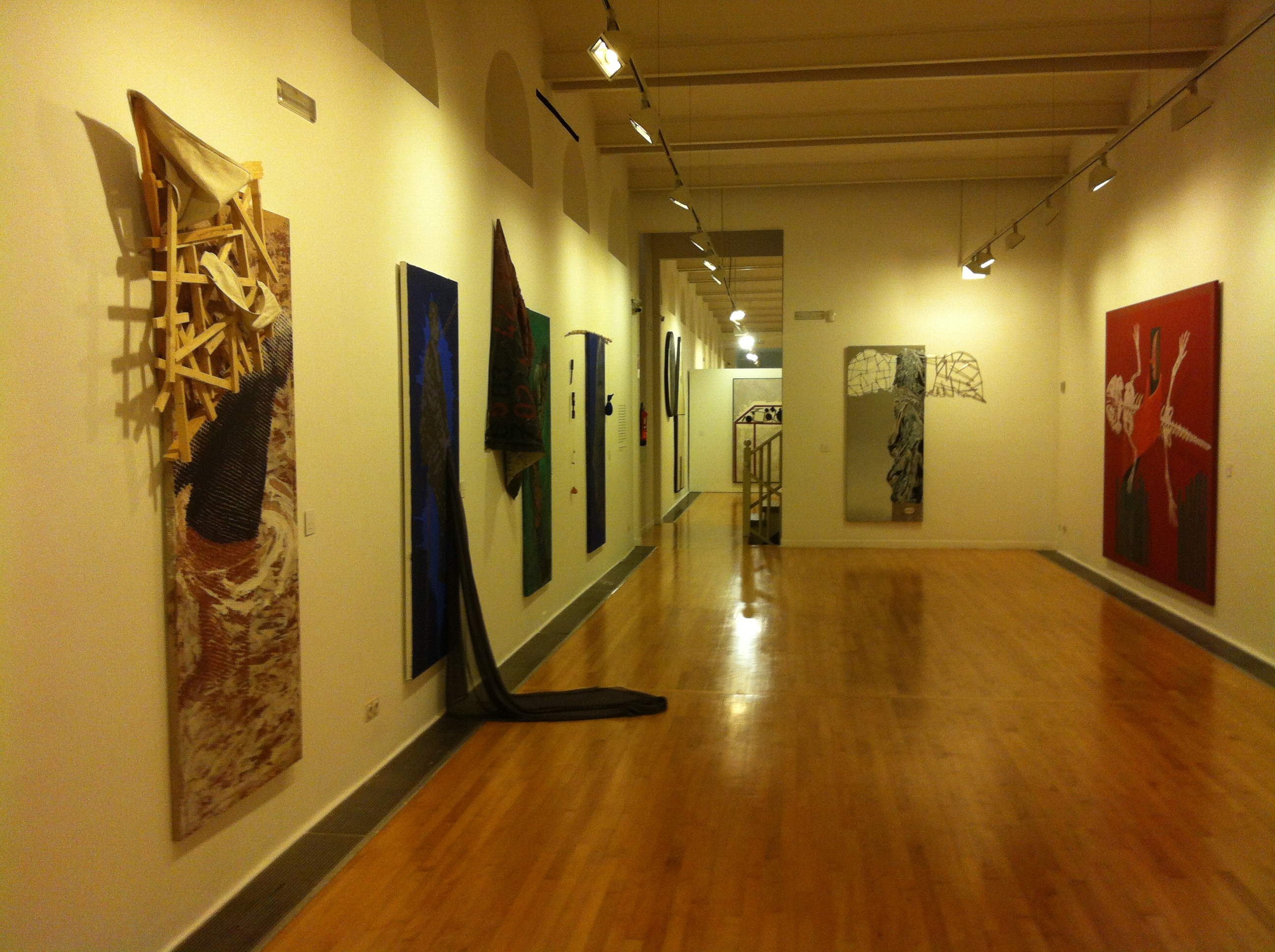
Artur Heras en el Museu d'Art de Sabadell

Artur Heras i Sanz (Játiva, Valencia, 1945) es un pintor, escultor y diseñador español.

## Biografía
Con una infancia transcurrida en su ciudad natal, accedió a la Academia de Bellas Artes de San Carlos de Valencia 1963, donde posteriormente entraría en contacto con quienes se convertirían en figuras clave de la pintura valenciana de la segunda mitad del siglo XX y con los que celebraría exposiciones conjuntamente: Rafael Armengol y Manuel Boix. En 1964, siendo muy joven, obtuvo el primer premio de pintura en el V Salón Internacional de marzo con una pintura que la crítica señaló como una de las primeras manifestaciones en la renovación del lenguaje plástico, conocidas como Nuevo Realismo y Pop-art. 
Durante los años 60 valencianos, una exposición colectiva junto con Boix y Armengol llamó la atención de un joven Tomás Llorens que los definió como unos de los pioneros del pop art valenciano.
Entre 1980 y 1995 fundó y dirigió la Sala Parpalló donde se mostraron autores internacionales como Robert Frank, David Lynch, Robert Capa, Pierre Klossowski, Walker Evans o André Mason, entre otros, presentado a figuras de primer nivel internacional al público valenciano.
De sus exposiciones destacan las que bajo el título de Bandera, bandera mostró la Fundación Joan Miró de Barcelona en 1980 o la antológica, que en 1995, exhibió el IVAM de Valencia. En 2016, La Nau de la Universidad de Valencia le dedicó un gran exposición retrospectiva comisariada por Josep Salvador que ponía de relieve su contribución a la modernidad iconográfica que ha desarrollado en todas estas décadas a través de diferentes lenguajes, pintura, escultura o diseño gráfico.
Sus esculturas se exponen en espacios públicos de Valencia como los jardines del Turia y la estación de metro Facultats y en la Universidad Jaume I de Castellón.
Asimismo, ha actuado en calidad de comisario de distintas exposiciones.

## Exposiciones
2019.- Sura com el desig i el destí en la memòria, Játiva, 29 de marzo de 2019/29 de mayo de 2019.
2017.- Imaginarium+Konstellationen zu W.Benjamin galerie Artraum Freiburg 17.9 / 8.11 Imaginari* IVAM-lab i Galería Paz y Comedias, Valencia  .07.17 Non Fiction* Centre d’art contemporain àcentmètresducentredumonde, Perpiñán, 07.10.16/22.01.17
2015.- Plà(s)tiques i Emocions Galería Cànem, Castellón, 09.04.15/12.05.15
2014.-Espills, paranys i banderes, Museu d’Art de Sabadell, 15.05.14/13.07.14 Quadern d’invocacions, Espai d’Art Arpella, Muro, 14.03.14/14.04.14 A cent metres del centre del  món, Fundación Chirivella Soriano, Valencia, 04.10.13/05.01.14
2013.- Pintat i Expandit, Espai Alfaro, Godella, 10.05.13/15.06.13
2011.- Yo vi indisponerse al poeta mientras cantaba sus canciones, Muzeul de Arta Drobeta Turnu Severin, Rumania, 20.09.11
2010.- Manifest,  Galería I Leonarte, Valencia, 14.10.10/04.12.10
2009.- Boca de Paraules, Galería Quatre, Valencia, 25.03.09/23.04.09
2008.- Artur Heras Centre d’art contemporain àcentmètresducentredomonde, Perpiñán, 20.06.08/14.09.08
2007.- Passatges – De la torre de Tatlin a lavorare stanca de Pavese, Galería pazYcomedias, Valencia
2005.- L´èvidence eternelle Centre d’art contemporain àcentmètresducentredomonde, Perpiñán, 04.03.05/04.06.05 L´etern combat, Galerie Serge Laurent, París
2004.- (A–C)* Àmbit Galeria d´Art, Barcelona
2003.- The Yugoslav depresión, Galería I Leonarte, Valencia
2001.- Sine die, Galería I Leonarte, Valencia, Hotel Ambos Mundos*, Sala Carlos III, Universidad Pública de Navarra, 23.03.01/29.04.01
2000.- Despulles Fundación Bancaja, Valencia/Sala San Miquel, Fundació Caixa-Castelló 
1995.- Boix, Heras, Armengol Centre Julio González, IVAM, Valencia, 100 cartells, Galería La Gallera, Valencia, Quadern de tardor, Casa Cultura, Bellreguart; La suerte rápida, Espai Lucas, Valencia; Pinocho Veritas, Instalación de la escultura en estación de Metro Facultats, Valencia
1994.- 100 Carteles, Galería Casa del Poeta, México D.F. 
1992.- El camino del arte, Sala Parpalló, Valencia
1991.- Galería Art-sud, Fira Interarte, Valencia; Taulatetombat, Instalación de la escultura en los Jardines del Turia, Valencia
1985.-  Ronda dels veïns de l’ermita, ilustración y edición del libro de Alfons Roig, premiado con el mejor diseño de libros por el Ministerio de Cultura y Educación.
1980 [Dirige la Sala Parpalló de la Diputació de València, desde su fundación en enero del 1980 hasta el 1995]; Bandera, bandera, Fundació Joan Miró, Barcelona, 06.02.80/09.03.80 
1979.- Bandera, bandera, Galería Temps, Valencia
1977 * Sala Pelaires, Palma de Mallorca; Dietario, Galería Atenas, Zaragoza, 11.03.77, Galería Adrià, Barcelona
1976.-  Galerie Kerlikovsky, Múnich. Pública el primero de una serie de libros ilustrados en Insel Verlag, Fráncfort
1973.- Galería Carl van der Voort, Ibiza; Galería Vandrés, Madrid.  Galería Esti-Arte, Madrid.  Sala Pelaires, Palma de Mallorca. Galería Atenas, Zaragoza. Galería Arrabal, Callosa de Ensarriá.
1972.- Sur Galería de Arte, Santander. * Salom Galería d’Art, València.* Galería Adrià, Barcelona. Col·legi Oficial d’Arquitectes de València i Murcia, Valencia
1971.- Primera exposición de esculturas en la Galería Carl van der Voort, Ibiza.* Galería Amadís, Madrid. * Col·legi Oficial d’Arquitectes de Catalunya i Balears, Barcelona.
1970.- Galería Juana de Aizpuru, Sevilla.
1969.- * Galeria Val i 30, Valencia.
1967.- Cercle Ebusus, Ibiza. Caja de Ahorros del Sureste, Benidorm.
1966.- Galeria Val i 30, Valencia.* Galería Bique, Madrid.
1965.- * Sala Mateu, Valencia.
1964.- Radio Nacional de España, València. Colegio Mayor Alameda, Valencia. * Sala Martínez Medina, Valencia.
1963.- Primera exposición con Armengol y Boix, VIII Exposició ARS, Seminario Metropolitano, Moncada.